# Peter Olrog Schjøtt
Peter Olrog Schjøtt (født 29. juli 1833 i Dypvåg, død 7. januar 1926 i Oslo) var en norsk filolog og universitetslærer.